# Championnat d'Ouzbékistan de football 2019
Navigation
Édition précédente Édition suivante
La saison 2019 du championnat d'Ouzbékistan de football est la vingt-huitième édition de la première division en Ouzbékistan depuis l'indépendance du pays.

## Clubs participants
Légende des couleurs
- Phase de groupes de la Ligue des champions 2019
- Deuxième tour de qualification de la Ligue des champions 2019
- Promu de deuxième division

| Club               | Présent depuis | Classement 2018 | Stade                    | Capacité théorique |
| ------------------ | -------------- | --------------- | ------------------------ | ------------------ |
| Lokomotiv Tachkent | 2011           | 1er             | Stade Lokomotiv          | 8 000              |
| Pakhtakor Tachkent | 1992           | 2e              | Stade Pakhtakor Markaziy | 35 000             |
| Navbahor Namangan  | 1992           | 3e              | Stade Markaziy           | 22 000             |
| FK Bunyodkor       | 2007           | 4e              | Stade de Bunyodkor       | 34 000             |
| Metallurg Bekabad  | 1998           | 5e              | Stade Metallurg          | 15 000             |
| FK Boukhara        | 2011           | 6e              | Boukhara Arena           | 22 700             |
| Nasaf Qarshi       | 1997           | 7e              | Stade Qarshi             | 16 000             |
| Qizilqum Zarafshon | 2000           | 8e              | Stade Progress           | 12 500             |
| Kokand 1912        | 2015           | 9e              | Stade Kokand             | 10 500             |
| FK AGMK            | 2008           | 10e             | Stade AGMK               | 12 000             |
| Sogdiana Jizzakh   | 2013           | 11e             | Stade Sogdiana           | 11 650             |
| PFK Andijan        | 2019           | 1er (D2)        | Stade Soglom Avlod       | 18 360             |
| Surkhon Termez     | 2019           | 4e (D2)         | Stade Alpamish           | 6 000              |
| Dinamo Samarqand   | 2019           | 5e (D2)         | Stade Dinamo             | 13 800             |

## Compétition
| Rang | Équipe                 | Pts | J  | G  | N  | P  | Bp | Bc | Diff |
| ---- | ---------------------- | --- | -- | -- | -- | -- | -- | -- | ---- |
| 1    | Pakhtakor Tachkent C   | 69  | 26 | 22 | 3  | 1  | 75 | 18 | +57  |
| 2    | Lokomotiv Tachkent T S | 49  | 26 | 13 | 10 | 3  | 40 | 17 | +23  |
| 3    | FK Bunyodkor           | 43  | 26 | 12 | 7  | 7  | 37 | 33 | +4   |
| 4    | Sogdiana Jizzakh       | 40  | 26 | 11 | 7  | 8  | 29 | 29 | 0    |
| 5    | Metallurg Bekabad      | 35  | 26 | 9  | 8  | 9  | 33 | 26 | +7   |
| 6    | Surkhon Termez P       | 35  | 26 | 10 | 5  | 11 | 26 | 33 | -7   |
| 7    | Nasaf Qarshi           | 33  | 26 | 9  | 6  | 11 | 34 | 27 | +7   |
| 8    | Navbahor Namangan      | 32  | 26 | 7  | 11 | 8  | 26 | 23 | +3   |
| 9    | FK AGMK                | 32  | 26 | 9  | 5  | 12 | 36 | 37 | -1   |
| 10   | PFK Andijan P          | 28  | 26 | 6  | 10 | 10 | 23 | 37 | -14  |
| 11   | Kokand 1912            | 26  | 26 | 6  | 8  | 12 | 31 | 45 | -14  |
| 12   | FK Boukhara            | 24  | 26 | 5  | 9  | 12 | 18 | 37 | -19  |
| 13   | Qizilqum Zarafshon     | 24  | 26 | 5  | 9  | 12 | 24 | 48 | -24  |
| 14   | Dinamo Samarqand P     | 24  | 26 | 6  | 6  | 14 | 25 | 47 | -22  |

Ligue des champions 2020
- 1er : phase de groupes
- 2e et 3e : deuxième tour de qualification

Relégation en deuxième division
- 13e et 14e : relégation

Abréviations
- T : Tenant du titre
- C : Vainqueur de la Coupe d'Ouzbékistan 2019
- S : Vainqueur de la Supercoupe d'Ouzbékistan 2019
- P : Promu de deuxième division 2018